# Hiéroglyphe égyptien I4
Le hiéroglyphe égyptien I4 (crocodile sur une chapelle) est classifié dans la section I « Amphibiens, reptiles, etc. » de la liste de Gardiner ; il y est noté I4. 

## Représentation
Il représente un crocodile du Nil (Crocodylus niloticus) perché sur une chapelle.
Il est translittéré Sbk.

## Utilisation
| s | b | k | I4 |

| s | b | k | I4 |